# Tegelsmoraån
Tegelmoraån är ett vattendrag i Tierps kommun och Uppsala kommun i mellersta Uppland. Ån är Vendelsjöns största inflöde och dess längd är cirka 30 kilometer.
Tegelmoraån rinner upp norr om Kyrksjön, som även kallas Tegelmorasjön. Den rinner från Kyrksjön ner till Vendelsjön och passar förbi Örbyhus.